# Queen Rock Montreal
Queen Rock Montreal is een livealbum van de Britse rockband Queen. Het is uitgebracht op zowel dubbelcd als drie lp's. Tevens is een dvd-versie uitgebracht onder de naam Queen Rock Montreal & Live Aid, dat ook op Blu-ray Disc verscheen. Het album bevat opnamen van de concerten op 24 en 25 november 1981, opgenomen in het Montreal Forum in Montreal, Canada. Dit concert werd eerder op video en dvd uitgebracht onder de titel We Will Rock You, maar de bandleden waren altijd negatief over de beeld- en geluidskwaliteit die de (externe) producent leverde. Na de rechten van de show teruggekocht te hebben, is het hele concert 'geremasterd'.

## Tracklist
1. Intro (Taylor)
2. We Will Rock You (fast) (Mercury)
3. Let Me Entertain You (Mercury)
4. Play The Game (Mercury)
5. Somebody To Love (Mercury)
6. Killer Queen (Mercury)
7. I'm in Love with My Car (Taylor)
8. Get Down, Make Love (Mercury)
9. Save Me (May)
10. Now I'm Here (May)
11. Dragon Attack (May)
12. Now I'm Here (reprise) (May)
13. Love of My Life (Mercury)
14. Under Pressure (Queen/Bowie)
15. Keep Yourself Alive (with impromptu jam before the song) (May)
16. Drum Solo/Tympani Solo (Queen/Taylor)
17. Guitar Solo(May)
18. Flash (May)
19. The Hero (May)
20. Crazy Little Thing Called Love (Mercury)
21. Jailhouse Rock (Leiber, Stoller)
22. Bohemian Rhapsody (Mercury)
23. Tie Your Mother Down (May)
24. Another One Bites the Dust (Deacon)
25. Sheer Heart Attack (Taylor)
26. We Will Rock You (single) (May)
27. We Are The Champions (Mercury)
28. God Save the Queen (tape) (arr. May)